# Euphoria hirtipes
Euphoria hirtipes är en skalbaggsart som beskrevs av Horn 1880. Euphoria hirtipes ingår i släktet Euphoria och familjen Cetoniidae. Inga underarter finns listade i Catalogue of Life.